# مقاطعة فيدين
مقاطعة فيدين (بالبلغارية: Област Видин)‏ هي إحدى مقاطعات بلغاريا تقع في أقصى شمال غرب بلغاريا. يقدر عدد سكانها بـ 101,018 نسمة ومساحتها 3,032.9 كم2.

## الموقع
موقع المقاطعة بين مقاطعات بلغاريا: